# The Sims 2: Własny biznes
The Sims 2: Własny biznes (ang. The Sims 2: Open for Business) – trzeci dodatek do gry komputerowej The Sims 2 stworzony przez Maxis i wydany przez Electronic Arts 3 marca 2006 w Polsce. Dodatek został także wydany na system Mac Os, za pośrednictwem firmy Aspyr Media.
Rozszerzenie pozwala graczom zakładać i zarządzać własnymi przedsiębiorstwami, takimi jak m.in. sklepy, restauracje, salony fryzjerskie czy galerie sztuki. Dodatek wprowadza nowe mechaniki związane z prowadzeniem działalności gospodarczej, w tym zatrudnianie pracowników, zarządzanie finansami, marketingiem oraz wyposażeniem lokali. Gracze mogą wybierać pomiędzy prowadzeniem biznesu w domu a zakupem parceli publicznej. Dodatek wprowadza także nową dzielnicę handlową, Lazurową Promenadę, zaprojektowaną z myślą o przedsiębiorcach. Nowe umiejętności, przedmioty i opcje budowlane umożliwiają dostosowanie przestrzeni do specyfiki działalności, a system lojalności klientów oraz „drzewko umiejętności” oferują dodatkowe możliwości rozwoju firmy. Rozbudowana mechanika zarządzania i personalizacji sprawia, że dodatek znacząco rozszerza podstawową rozgrywkę, oferując nowe wyzwania i cele.
The Sims 2: Własny biznes spotkał się głównie z pozytywnym odbiorem, uzyskując średnią ocenę 78/100 na Metacritic. Gra została doceniona za innowacyjną mechanikę zarządzania biznesem, w tym możliwość prowadzenia sklepów i salonów, oraz za rozbudowę systemu umiejętności postaci. Krytyka dotyczyła mikrozarządzania, które mogło być nużące, zwłaszcza na początku gry. Krytykowana była także możliwa początkowa trudność w nauce rozgrywki przez dużą ilość ukrytych funkcji i skomplikowane menu. Dodatek odniósł sukces komercyjny, stając się jedną z najlepiej sprzedających się gier na PC w 2006 roku.

## Rozgrywka
Dodatek The Sims 2: Własny biznes to trzeci oficjalny dodatek do gry The Sims 2. Wprowadza on nowe mechaniki rozgrywki, które pozwalają graczom zakładać i zarządzać własnym biznesami, m.in. takimi jak sklepy, butiki, restauracje czy salony fryzjerskie. Rozgrywka koncentruje się na prowadzeniu działalności gospodarczej, w tym otwieraniu firm, zatrudnianiu pracowników, zarządzaniu marketingiem oraz wyposażeniu lokali. Dodatek wprowadza także nowe przedmioty, umiejętności i elementy dekoracyjne, które umożliwiają dostosowanie przestrzeni biznesowej. Gracze mogą eksperymentować z różnorodnymi strategiami zarządzania, dbając o finanse, interakcje z pracownikami oraz relacje z klientami.
W dodatku The Sims 2: Własny biznes wprowadzono nową dzielnicę – Lazurową Promenadę, która pełni rolę handlową. Lazurowa Promenada została zaprojektowana z myślą o umożliwieniu zakupu działek pod działalność gospodarczą. Dzielnica oferuje szeroki wybór parceli, które można przeznaczyć na różne rodzaje biznesów, w tym sklepy, restauracje i inne obiekty publiczne. Gracze mają również możliwość zakupu nowych działek lub modernizacji istniejących lokali. Lazurowa Promenada wprowadza nowe możliwości zarządzania przedsiębiorstwami, rozszerzając zakres dostępnych opcji i typów parcel publicznych w grze.
Gracze mają dwie główne opcje na prowadzenie biznesu: otwarcie przedsiębiorstwa domowego lub zakup parceli publicznej, w tym działek w Lazurowej Promenadzie. W przypadku przedsiębiorstwa domowego działalność może być prowadzona w domu sima, co pozwala zaoszczędzić na początkowych kosztach, ponieważ nie jest wymagane inwestowanie w zakup działki ani wynajem lokalu. W tej opcji sim samodzielnie produkuje towary, nie zatrudniając pracowników. Zakup nieruchomości publicznej wiąże się z większymi kosztami, ale umożliwia natychmiastowe rozpoczęcie pełnoprawnej działalności gospodarczej. Gracz może wybrać jeden z dostępnych typów lokali, takich jak biura nieruchomości, galerie sztuki, restauracje czy sklepy spożywcze. Każdy lokal wymaga odpowiedniego wyposażenia, co wiąże się z dodatkowymi wydatkami na początkowym etapie działalności. Niezależnie od wybranej opcji, sim musi zdecydować, jakie produkty lub usługi zaoferuje swoim klientom. Możliwości obejmują produkcję ręcznie wytworzonych przedmiotów lub sprzedaż towarów zakupionych w hurtowniach. Po założeniu firmy w prawym górnym rogu pojawia się nowy panel z informacjami dotyczącymi firmy oraz pozwalającymi na zarządzanie nią. Gracz może ustalić marżę na zakupione produkty. Wysoki poziom umiejętności sima wpływa na efektywność produkcji towarów, co może wpływać na sukces firmy.
W The Sims 2: Własny biznes zatrudnianie i zarządzanie pracownikami stanowi istotny element rozgrywki. Gracze mogą rekrutować simów na różne stanowiska, dopasowując ich do specyfiki prowadzonej firmy. Pracownicy mogą pełnić różne funkcje, takie jak kasjer, sprzedawca, magazynier, kucharz w restauracji czy specjalista do produkcji towarów. Zatrudnienie odpowiednich osób jest istotne, zwłaszcza jeśli gracz planuje rozwój firmy i potrzebuje pracowników do obsługi klientów, produkcji czy utrzymania porządku w lokalu. Zatrudniani simowie posiadają różne poziomy umiejętności, które należy uwzględnić przy rekrutacji, aby zapewnić efektywność w wykonywaniu zadań. Zarządzanie pracownikami odbywa się za pomocą telefonu lub komputera, gdzie gracz może wybrać odpowiednią opcję, by zatrudnić simów. Można również osobiście kliknąć na danego sima, aby go zatrudnić. Ważnym elementem jest możliwość awansowania pracowników, organizowania szkoleń czy przyznawania premii, co pozwala na zwiększenie ich wydajności. Zatrudnieni pracownicy mogą być przydzielani do różnych zadań w firmie, takich jak produkcja towarów, obsługa klientów czy sprzątanie. Gracze mają pełną kontrolę nad wynagrodzeniem pracowników oraz ich obowiązkami, co wpływa na rozwój przedsiębiorstwa.
W grze The Sims 2: Własny biznes pojawia się nowy wskaźnik sukcesu w biznesie w formie lojalności klientów. Firmy oferujące tańsze produkty, lepszą jakość wystaw czy posiadające charyzmatycznych właścicieli mogą przyciągnąć większą liczbę klientów, co wpływa na wzrost lojalności. Firmy są oceniane w oparciu o ranking, który zależy od lojalności i zadowolenia klientów, a wyższy ranking pozwala na sprzedaż biznesu za wyższą cenę. Rozwój firmy jest również związany z efektywnym zarządzaniem przedsiębiorstwem oraz inwestowaniem w rozwój umiejętności sima. Wraz ze zwiększeniem poziomu firmy, gracz zyskuje dostęp do specjalnych umiejętności i czynników dostępnych do odblokowania w postaci „drzewka umiejętności”, które obejmują takie kategorie jak kontakty, percepcja, gotówka, hurt i motywacja. Umiejętność „Kontakty” pozwala na nawiązywanie nowych znajomości, co wpływa na poprawę wizerunku firmy i przyciąganie większej liczby klientów. „Percepcja” umożliwia lepsze wpływanie na decyzje klientów, co może przełożyć się na wzrost sprzedaży, a „Gotówka” pozwala uzyskać rabaty u dostawców, co zmniejsza koszty prowadzenia działalności. „Hurt” umożliwia zakup towarów po niższych cenach, a „Motywacja” zwiększa efektywność zarówno pracowników, jak i klientów, co podnosi wydajność firmy. Dzięki tym umiejętnościom sim ma możliwość rozwoju przedsiębiorstwa, co może prowadzić do wzrostu dochodów oraz poprawy reputacji firmy. Rozwój firmy wiąże się również z zarządzaniem finansami, marketingiem i ofertą. Gracze mogą inwestować w reklamę, co przyciąga nowych klientów, zatrudniać lepszych pracowników oraz zwiększać asortyment produktów. Dodatkowo, sukcesy w zarządzaniu personelem czy poprawa jakości usług mogą przynieść dodatkowe premie. Postępy w rozwoju firmy umożliwiają osiąganie kolejnych kamieni milowych, co prowadzi do wzrostu dochodów i poprawy pozycji przedsiębiorstwa.
Dodatek The Sims 2: Własny biznes wprowadza szereg nowych przedmiotów, które mogą ułatwić prowadzenie działalności gospodarczej oraz umożliwić personalizację lokali. Gracze mogą wykorzystać nowe dekoracje, meble i urządzenia, które wspierają zarządzanie firmą. Wśród nowych przedmiotów znajdują się kasy fiskalne, regały, gabloty wystawowe, tabliczki „otwarte/zamknięte” i szyldy reklamowe. Nowe akcesoria, takie jak oświetlenie, mogą wpływać na atmosferę w lokalu, co może przyciągnąć więcej klientów. Ponadto pojawiły się urządzenia do produkcji, takie jak warsztaty do tworzenia zabawek, stacje produkcji robotów oraz skrzynki kwiatowe, które umożliwiają produkcję unikalnych towarów, które mogą być sprzedawane w sklepie. Gracze mogą także zaopatrzyć swoje przedsiębiorstwa w specjalistyczne urządzenia, takie jak fotel wizażu w salonach urody, kuchenka w restauracjach czy stanowisko kierownika sali w punktach gastronomicznych. Ważnym elementem są także regały, które pozwalają na wyeksponowanie towarów na sprzedaż oraz ustalenie ich cen, a także na szybkie uzupełnianie brakujących produktów, co może przyczynić się do wzrostu zysków. Ponadto, dodatek wprowadza nowe opcje budowlane, jak możliwość tworzenia stożkowych dachów.
W związku z wprowadzeniem do gry nowych przedmiotów do produkcji towarów, takich jak kasa fiskalna, oraz innych czynności związanych z prowadzeniem biznesu, The Sims 2: Własny biznes dodał także szereg nowych umiejętności. Gracze mogą rozwijać siedem umiejętności: kosmetologię, układanie bukietów, kasjerstwo, uzupełnianie zapasów, robotykę, sprzedaż oraz zabawkarstwo. Umiejętności te wyświetlane są w postaci rang: brązowej, srebrnej i złotej. Wyższy poziom rangi sprawia, że Sim staje się bardziej wydajny i kompetentny w danej dziedzinie. Wprowadzenie tych umiejętności dodaje nowe mechaniki do symulacji prowadzenia działalności gospodarczej. Ich rozwój umożliwia dostęp do nowych opcji w danej dziedzinie, zwiększa szybkość wykonywania czynności oraz odblokowuje nowe projekty do produkcji. Rozwinięcie umiejętności robotyki do złotej rangi pozwala na stworzenie humanoidalnego robota – Sługusa. Jest to pełnoprawna postać, która może wykonywać różne prace, takie jak sprzątanie, naprawianie uszkodzonych przedmiotów czy opieka nad dziećmi. Sługusy nie starzeją się ani nie umierają z przyczyn naturalnych, a ich umiejętności są w pełni rozwinięte w zakresie mechaniki, gotowania i sprzątania. Tego rodzaju mechanika wprowadza nowe możliwości w grze, czyniąc ją bardziej zróżnicowaną i rozbudowaną pod kątem zarządzania przedsiębiorstwem oraz interakcji z postaciami w grze.

## Historia
Produkcją Własnego biznesu zajmowało się studio Maxis, twórcy całej serii The Sims. Za wydanie rozszerzenia była odpowiedzialna firma Electronic Arts. Informacja i pierwsza promocja dodatku pojawiła się już przy premierze poprzedniego rozszerzenia do The Sims 2, Nocnego życia, gdzie na karcie dołączanej do pudełka gry znajdowała się zapowiedź nadchodzącego dodatku. Dodatek nie został jednak od razu oficjalnie zapowiedziany. Mimo to, na australijskiej stronie internetowej gry, pojawiła się sekcja poświęcona nowemu rozszerzeniu, wraz z planowaną datą premiery na początek 2006 roku oraz opisem jego zawartości. 4 stycznia 2006 roku firma Electronic Arts oficjalnie potwierdziła prace nad dodatkiem. Opublikowano również pierwszy zwiastun w formie filmu, w którym poinformowano, że premiera odbędzie się wiosną tego roku. 15 lutego 2006 roku twórcy ogłosili ukończenie prac nad dodatkiem, który uzyskał status „złota” i trafił do ostatniego procesu produkcji przed wydaniem. Przed premierą opublikowano dodatkowe zwiastuny promujące rozszerzenie i pokazujące dodawaną przez dodatek zawartość. Premiera Własnego biznesu odbyła się 28 lutego 2006 roku w Ameryce Północnej na system Windows. W Polsce dodatek został wydany 3 marca 2006 roku. Do pudełka z rozszerzeniem dołączano plakat zapowiadający kolejne rozszerzenie do gry, akcesoria The Sims 2: Rozrywka rodzinna, z planowaną datą premiery w kwietniu 2006 roku. Dodatek został wydany także za pośrednictwem firmy Aspyr Media na platformę Mac Os.
Własny biznes jest pierwszym dodatkiem do serii The Sims o tematyce prowadzenia działalności gospodarczej. Początkowa wizja projektu Własnego biznesu zakładała rozszerzenie kreatywnych i zarobkowych opcji dostępnych w podstawowej wersji gry. Inspiracją dla twórców była popularność sztalugi, która umożliwiała simom tworzenie i sprzedawanie obrazów. W trakcie rozwoju projekt ewoluował, przekształcając się w grę symulującą zarządzanie biznesem. W wywiadzie dla Eurogamera producenci gry, Tim LeTourneau i Don Laabs, podzielili się anegdotą związaną z deweloperem, który w ramach rozgrywki prowadził firmę zajmującą się sprzedażą „skradzionych konsoli Xbox 360”. W wywiadzie dla IGN Tim LeTourneau opisał The Sims 2: Własny biznes jako „innowacyjny i świeży dodatek do serii”. Stwierdził, że rozszerzenie pozwala graczom na zbudowanie od podstaw własnego biznesu, jednocześnie odkrywając „zupełnie nowy krajobraz gospodarczy” i realizując marzenia o sukcesie komercyjnym. LeTourneau dodał również, że dodatek jest odpowiedzią na prośby graczy o rozwinięcie systemu zarobków: „Od lat gracze prosili o możliwość grania ze swoimi simami w środowisku pracy. Teraz będą mogli to zrobić, odblokowując nie tylko potencjał biznesowy swoich simów, ale także swój własny. To naprawdę zupełnie nowy sposób na grę. Niezależnie od tego, czy jesteś sprytnym majsterkowiczem, czy mistrzem rzemiosła, Twój wymarzony sklep może stać się wirtualną rzeczywistością, gdy świat Twoich simów stanie się otwarty dla biznesu!”
Podczas opracowywania dodatku firma Electronic Arts początkowo planowała uwzględnienie lokowania produktów rzeczywistych marek. Julie Shumaker, dyrektor ds. sprzedaży reklam w EA, w rozmowie z serwisem Bloomberg wyjaśniła, że zrezygnowano z tego pomysłu, ponieważ uznano, że mogłoby to pogorszyć doświadczenia graczy, „łamiąc fantazję o simach”. Reena Jana, relacjonując wypowiedź Shumaker, zestawiła tę decyzję w porównaniu z wcześniejszymi umowami EA dotyczącymi lokowania produktu w The Sims Online wydanej w 2002 roku, gdzie obecne były elementy promujące marki takie jak McDonald’s i Intel. Do takiego pomysłu jednak ponownie powrócono już w 2007 roku przy wydaniu akcesoriów The Sims 2: Moda z H&M przy współpracy ze szwedzką marką odzieżową H&M. W następnych latach Electronic Arts wydało także akcesoria poświęcone w pełni innym prawdziwym marką, takie jak: The Sims 2: IKEA urządza dom przy współpracy z marką IKEA, The Sims 3: Diesel przy współpracy z marką Diesel, czy The Sims 4: Moschino ze współpracy z Moschino.

### Muzyka
Muzyka w tle w rozszerzeniu została skomponowana przez Silasa Hite’a. Rozszerzenie wprowadziło nową stację radiową w grze o tematyce nowej fali. Udział w tworzeniu muzyki diegetycznej mieli artyści, tacy jak Depeche Mode, Howard Jones, Kajagoogoo i Epoxies, którzy nagrali simlishowe covery swoich wcześniejszych utworów. Ryan Davis z GameSpot napisał, że nowa stacja radiowa jest „wpadająca w ucho”, choć zastanawiał się, czy nie zawiera subtelnego podtekstu „synergii marketingowej”. Dodał także, że słyszenie Dave’a Gahana śpiewającego w simlish jest „niczym mniej, niż surrealistycznym doświadczeniem”.

## Odbiór
The Sims 2: Własny biznes otrzymał przeważnie pozytywne opinie, według serwisu agregującego recenzje gier komputerowych, Metacritic, gdzie uzyskał średnią ocenę 78/100 na podstawie 29 recenzji krytyków. Dodatek został doceniony za nowatorską mechanikę prowadzenia biznesu, która umożliwiała graczom zarządzanie sklepami, salonami i innymi punktami usługowymi, oraz za wprowadzenie systemu talentów i umiejętności postaci, a także rozbudowę opcji kreatywnych. Dan Adams z IGN, ocenił dodatek na 7,8/10, uznał go za „dobry” i stwierdził: „Gracz może przekształcić niemal każdą pasję swojego sima w biznes”, chwaląc wszechstronność i kreatywność, jaką oferuje rozszerzenie. Doceniono również dodanie wielu przedmiotów dekoracyjnych oraz możliwość tworzenia dzięki temu unikalnych lokali. Recenzenci chwalili także możliwość rozwoju biznesu, zatrudniania pracowników i zarządzania nimi, co wprowadzało większą głębię i realizm w porównaniu do podstawowej wersji gry. Tom Bramwell z Eurogamera, który ocenił grę na 7/10, zauważył: „Wprowadzenie nowych elementów zarządzania personelem i sukcesywnie rosnącej popularności sklepu stanowiło ciekawy rozwój w porównaniu do poprzednich gier w serii”.
Z drugiej strony, dodatek spotkał się z krytyką za nadmierne mikrozarządzanie, które w początkowych fazach gry mogło stać się nużące. Wiele osób narzekało na konieczność ręcznego nadzorowania niemal każdego aspektu prowadzenia biznesu, od sprzedaży po zaopatrzenie, co często bywało czasochłonne i męczące. Tom Bramwell w swojej recenzji dla Eurogamera zauważył: „Gracze muszą zarządzać każdą minutą działania sklepu, od sprzedaży po zmiany towarów, co sprawia, że początkowe godziny gry mogą stać się żmudne”. Dodatkowo, początkowe trudności związane z nauką gry były często podkreślane w recenzjach, ponieważ wiele funkcji było ukrytych głęboko w menu, co według recenzentów sprawiało, że gra wymagała przeczytania instrukcji lub wielu prób i błędów. Dan Adams z IGN napisał: „Na początku gra jest dość myląca, a ukryte elementy sprawiają, że trzeba spędzić sporo czasu, żeby zrozumieć, jak to wszystko działa”, co mogło prowadzić do frustracji początkujących graczy. Balans rozgrywki również był uważany za problematyczny, szczególnie na początku, kiedy wymagane inwestycje były wysokie, a dochody niskie. Recenzent z Gamers’ Temple, przyznający dodatkowi wynik 90%, zauważył: „Gra jest atrakcyjna głównie dla osób chcących prowadzić biznes w Simsach; dla innych może być mniej interesująca”. Choć rozszerzenie wprowadzało „interesujące” elementy, jak nowe przedmioty czy roboty, część recenzentów uważała, że sama gra nie wprowadziła wystarczająco innowacji, by zadowolić wszystkich fanów serii. Z drugiej strony, Ryan Davis oceniający tytuł 8/10 w recenzji dla GameSpotu stwierdził: „Nawet jeśli nie jest to dodatek, który całkowicie zmienia formułę The Sims, to oferuje wystarczająco dużo nowości, by zainteresować fanów, którzy szukają czegoś więcej niż tylko budowanie domów i interakcje międzyludzkie”.
The Sims 2: Własny biznes odniósł sukces komercyjny, stając się trzecią najlepiej sprzedającą się grą na PC w 2006 roku, zaraz po World of Warcraft i podstawowej wersji The Sims 2. Gra została nagrodzona Złotą Nagrodą ELSPA Sales, co oznacza sprzedaż co najmniej 200 000 egzemplarzy w Wielkiej Brytanii.